# Banco Entre Ríos
El Banco Entre Ríos, anteriormente conocido como Nuevo Banco Entre Ríos es la entidad financiera más importante de la Provincia de Entre Ríos. Es un banco comercial de capital nacional y de carácter regional y cuenta con la mayor cobertura territorial, que alcanza al 83% de los habitantes del distrito, además es el principal agente financiero del Estado de la provincia de Entre Ríos.
Tiene la casa central ubicada en la calle Monte Caseros 128, Ciudad de Paraná. También cuenta con varios centros de pagos y diversas sucursales en el interior de la provincia, así como sucursales en la Ciudad Autónoma de Buenos Aires, Chaco, Corrientes y Santa Fe.

## Actividades
Junto con Banco San Juan, Banco Santa Cruz y el Nuevo Banco de Santa Fe, conforma el Grupo Banco San Juan, que se ubica entre las 10 principales entidades del Sistema Financiero Argentino. Cada uno de estos bancos son agentes financieros de sus respectivas provincias de origen, donde lideran en depósitos y préstamos del sector privado, y mantienen su calificación para endeudamiento de corto plazo en A1(arg) y para largo plazo en AA-(arg) por su favorable desempeño, reflejado en su capacidad de generación de utilidades, elevada liquidez y la calidad de su cartera.
Posee una extensa red de sucursales y dependencias, que se concentran en el área de servicios financieros al sector privado y sector público. El Banco centraliza en la provincia la totalidad de su patrimonio y el control de las decisiones y planes de mediano y largo plazo.

## Historia
Fundado en 1933 y bajo gestión del Grupo Banco San Juan desde 2005, el banco es una herramienta para las operaciones de comercio internacional  de las empresas de la región. Participa en misiones comerciales y posee una gama de instrumentos de pagos y cobros internacionales.

## Fundación Banco Entre Ríos
La Fundación promueve la educación y la cultura de la provincia de Entre Ríos a través de la investigación e innovación tecnológica. Otorga becas a estudiantes y capacitaciones a maestros. Los empleados participan de la fundación a través del voluntariado.